# عيار ناري (فلم)
عيار ناري فيلم جريمة مصري من إخراج كريم الشناوي وتأليف هيثم دبور وبطولة أحمد الفيشاوي ومحمد ممدوح.
عُرض الفيلم في مهرجان الجونة السينمائي. وعُرض الفيلم في صالات السينما المصرية يوم 3 أكتوبر 2018.

## ملخص الفيلم
تدور أحداث الفيلم حول جريمة قتل غامضة تربط مصائر أبطاله وتغير معتقداتهم عن مفهوم الحقيقة
.
بعد إحدى المصادمات بين مجموعة من المتظاهرين وقوات الأمن، تصل إحدى الجثث إلى المشرحة، ويكتب الطبيب الشرعي (ياسين المانسترلي) تقريره الطبي بعد معاينة الجثة الذي يفيد بأن هذا القتيل قد أصيب بطلق ناري من مسافة قريبة وليس مسافة بعيدة مثل بقية الجثث، لكن المشاكل تبدأ حين يتسرب هذا التقرير الطبي للإعلام.

## طاقم العمل

### تثميل
| - أحمد الفيشاوي: ياسين المنسترلي - روبي: مها - محمد ممدوح: خالد ابوزيد القفاص - أسماء أبو اليزيد:سلمى - عارفة عبد الرسول:سيادات | - هنا شيحة: يسرا المانسترلي - أحمد كمال:مصطفى المانسترلي - أحمد مالك:علاء ابوزيد القفاص - صفاء الطوخي: محاسن مديرة المشرحة | - سامي مغاوري:رئيس الجريدة - د. خالد بهجت - شريف حلمي - حسام الدين حسين |

تمثيل: محمد رضوان: والد سلمى - محمد عبد العظيم:فتحي عامل بالمشرحة - لبنى ونس :أم سلمى- وليد الهندي:محمود - سماح عبد العال - محمد الدمراوي - مها القاضي: طبيبة بالمشرحة- إسماعيل السيد - احمد علاء بلبل - طارق كامل:صحفي بالجريدة - مورا الجبالي

### إداريون
| - تأليف:هيثم دبور - إخراج:كريم الشناوي - مونتاج:أحمد حافظ - ملابس:ناهد نصرالله | - تصوير: عبد السلام موسى (مدير التصوير) - حسن أمين (مصور فوتوغرافيا) - صوت: أحمد أبو السعد (مكساج) - أحمد عدنان (مهندس الصوت) - إنتاج:فيلم كلينيك - نجيب ساويرس - محمد حفظي - محسن عثمان (مدير إنتاج) - أحمد كريشة (مدير إنتاج) | - موسيقى:أمين بوحافة: - ديكور:علي حسام - جرافيكس: خالد المصري |

## التسويق
تم عرض أول برومو للفيلم يوم 19 سبتمبر 2018.

## روابط خارجية
- مقالات تستعمل روابط فنية بلا صلة مع ويكي بيانات